# Кошаркашка репрезентација Србије до 16 и 17 година
Кошаркашке репрезентације Србије до 16 и 17 година су национални кошаркашки тимови Србије за играче до 16, односно 17 година.

## Репрезентација Србије до 16 година наЕвропским првенствима

### Учинак
| Година                        | Земља домаћин       | Позиција         | Ут.              | Поб.             | Пор.             |
| ----------------------------- | ------------------- | ---------------- | ---------------- | ---------------- | ---------------- |
| Савезна Република Југославија |                     |                  |                  |                  |                  |
| 1993.                         | Турска              | Није учествовала | Није учествовала | Није учествовала | Није учествовала |
| 1995.                         | Португалија         | Није учествовала | Није учествовала | Није учествовала | Није учествовала |
| 1997.                         | Белгија             |                  | 8                | 5                | 3                |
| 1999.                         | Словенија           |                  | 8                | 8                | 0                |
| 2001.                         | Летонија            |                  | 8                | 7                | 1                |
| Србија и Црна Гора            |                     |                  |                  |                  |                  |
| 2003.                         | Шпанија             |                  | 8                | 8                | 0                |
| 2004.                         | Грчка               | 9.               | 8                | 5                | 3                |
| 2005.                         | Шпанија             | 10.              | 8                | 4                | 4                |
| 2006.                         | Шпанија             |                  | 8                | 5                | 3                |
| Србија                        |                     |                  |                  |                  |                  |
| 2007.                         | Грчка               |                  | 8                | 8                | 0                |
| 2008.                         | Италија             | 5.               | 8                | 5                | 3                |
| 2009.                         | Литванија           |                  | 9                | 5                | 4                |
| 2010.                         | Црна Гора           | 5.               | 9                | 7                | 2                |
| 2011.                         | Чешка               | 9.               | 8                | 5                | 3                |
| 2012.                         | Литванија, Летонија |                  | 9                | 7                | 2                |
| 2013.                         | Украјина            |                  | 9                | 7                | 2                |
| 2014.                         | Летонија            | 6.               | 9                | 7                | 2                |
| 2015.                         | Литванија           | 8.               | 9                | 4                | 5                |
| 2016.                         | Пољска              | 10.              | 7                | 3                | 4                |
| 2017.                         | Црна Гора           |                  | 7                | 5                | 2                |
| 2018.                         | Србија              | 5.               | 7                | 5                | 2                |
| 2019.                         | Италија             | 7.               | 7                | 4                | 3                |
| 2020. и 2021.                 | Северна Македонија  | Није одржано     | Није одржано     | Није одржано     | Није одржано     |
| 2022.                         | Северна Македонија  | 13.              | 7                | 4                | 3                |
| 2023.                         | Северна Македонија  | 7.               | 7                | 3                | 4                |
| 2024.                         | Грчка               |                  | 7                | 6                | 1                |
| 2025.                         | Грузија             |                  | 7                | 6                | 1                |
| Укупно                        | Укупно              | 6 x 1 x 5 x      | 190              | 133              | 57               |

### Састави који су освајали медаље
- 1997.

играчи: Иван Вукадинов, Петар Јовановић, Сретен Лаконић, Иван Мичета, Миљан Павковић, Марко Пековић, Владимир Рончевић, Предраг Сојић, Владимир Тица, Слободан Тошић, Андрија Црногорац, Младен Шекуларац
селектор: Веселин Матић
- 1999.

играчи: Иван Андонов, Бојан Бакић, Срђан Булатовић, Александар Гајић, Душан Ђорђевић, Мирко Ковач, Немања Матовић, Милош Нишавић, Милош Павловић, Јован Стефанов, Томислав Томовић
селектор: Петар Родић
- 2001.

играчи: Вукашин Алексић, Лука Богдановић, Душан Вучићевић, Срђан Живковић, Стефан Мајсторовић, Владимир Машуловић, Дарко Миличић, Владимир Мицов, Коста Перовић, Милован Раковић, Вељко Томовић, Млађен Шљиванчанин
селектор: Стеван Караџић
- 2003.

играчи: Немања Александров, Никола Драговић, Марко Ђурковић, Ненад Зивчевић, Бранко Јереминов, Драган Лабовић, Бобан Меденица, Ненад Мијатовић, Стефан Николић, Милош Теодосић, Миленко Тепић, Душан Трајковић
селектор: Миодраг Кадија
- 2006.

играчи: Немања Арнаутовић, Недељко Богдановић, Александар Влаховић, Ненад Грујо, Бранислав Ђекић, Александар Митровић, Дејан Мусли, Никша Николић, Урош Петровић, Богдан Ризнић, Бојан Суботић, Филип Шепа
селектор: Александар Бућан
- 2007.

играчи: Данило Анђушић, Никола Вукасовић, Бранислав Ђекић, Немања Јарамаз, Богдан Јовановић, Стеван Лекић, Дејан Мусли, Никша Николић, Александар Обрадовић, Александар Поњавић, Лазар Радосављевић, Никола Рондовић
селектор: Драган Вашчанин
- 2009.

играчи: Саша Аврамовић, Немања Безбрадица, Вукашин Вујовић, Немања Крстић, Ђорђе Милошевић, Ненад Миљеновић, Лука Митровић, Никола Павловић, Стефан Поповски Турањанин, Никола Радичевић, Марко Ћировић, Александар Цветковић
селектор: Ненад Трунић
- 2012.

играчи: Василије Вучетић, Милош Глишић, Иван Даскаловић, Илија Ђоковић, Слободан Јовановић, Душан Ковачевић, Стефан Лазаревић, Никола Павловић, Стефан Пено, Марко Радовановић, Јован Старинчевић, Вукан Стојановић
селектор: Марко Ичелић
- 2013.

играчи: Филип Аничић, Александар Аранитовић, Милош Глишић, Слободан Јовановић, Стефан Кенић, Вања Маринковић, Давид Миладиновић, Стефан Пено, Никола Ракићевић, Бориша Симанић, Војислав Стојановић, Никола Ћирковић
селектор: Вања Гуша
- 2017.

играчи: Стефан Агоч, Марко Андрић, Лазар Васић, Лазар Живановић, Стеван Карапанџић, Александар Ланговић, Алекса Марковић, Новак Мишковић, Марко Павићевић, Ђорђе Пажин, Немања Поповић, Душан Танасковић
селектор: Слободан Клипа
- 2024.

играчи: Јован Бикић, Андреј Бјелић, Вукашин Гаврановић, Вук Даниловић, Страхиња Зелић, Алексеј Ивковић, Никола Каралић, Александар Крунић, Алексеј Недељковић, Тадија Недељковић, Андреј Павловић, Андрија Шушић
селектор: Владимир Златановић
- 2025.

играчи: Петар Бјелица, Марко Веселиновић, Лука Галић, Лука Јањушевић, Никола Кустурица, Матија Лукић, Лука Миладиновић, Лазар Миличић, Лука Павловић, Огњен Симјановски, Вук Степановић, Васо Шапоњић
селектор: Стеван Мијовић

### Појединачне награде
| Година | Најкориснији играч | Члан(ови) идеалног тима         |
| ------ | ------------------ | ------------------------------- |
| 1999.  | Александар Гајић   | —                               |
| 2001.  | Вељко Томовић      | —                               |
| 2003.  | Немања Александров | —                               |
| 2004.  | —                  | Владимир Дашић                  |
| 2006.  | —                  | Дејан Мусли                     |
| 2007.  | Дејан Мусли        | Дејан Мусли                     |
| 2009.  | —                  | Ненад Миљеновић                 |
| 2010.  | —                  | Никола Јанковић                 |
| 2013.  | Стефан Пено        | Милош Глишић, Стефан Пено       |
| 2016.  | —                  | Марко Пецарски                  |
| 2017.  | —                  | Ђорђе Пажин                     |
| 2024.  | —                  | Андреј Бјелић                   |
| 2025.  | Никола Кустурица   | Петар Бјелица, Никола Кустурица |

## Репрезентација Србије до 17 година наСветским првенствима

### Учинак
| Година | Земља домаћин             | Позиција              | Ут.                   | Поб.                  | Пор.                  |
| ------ | ------------------------- | --------------------- | --------------------- | --------------------- | --------------------- |
| 2010.  | Немачка                   | 5.                    | 8                     | 4                     | 4                     |
| 2012.  | Литванија                 | Није се квалификовала | Није се квалификовала | Није се квалификовала | Није се квалификовала |
| 2014.  | Уједињени Арапски Емирати |                       | 7                     | 6                     | 1                     |
| 2016.  | Шпанија                   | Није се квалификовала | Није се квалификовала | Није се квалификовала | Није се квалификовала |
| 2018.  | Аргентина                 | 10.                   | 7                     | 4                     | 3                     |
| 2020.  | Бугарска                  | Није одржано          | Није одржано          | Није одржано          | Није одржано          |
| 2022.  | Шпанија                   | 5.                    | 7                     | 5                     | 2                     |
| 2024.  | Турска                    | Није се квалификовала | Није се квалификовала | Није се квалификовала | Није се квалификовала |
| Укупно | Укупно                    | 1 x                   | 29                    | 19                    | 10                    |

### Састави који су освајали медаље
- 2014.

играчи: Александар Аранитовић, Марко Армус, Иван Бојанић, Слободан Јовановић, Стефан Кенић, Вања Маринковић, Давид Миладиновић, Стефан Пено, Никола Поповић, Никола Ракићевић, Војислав Стојановић, Никола Ћирковић
селектор: Вања Гуша

### Појединачне награде
| Година | Најкориснији играч | Члан(ови) идеалног тима |
| ------ | ------------------ | ----------------------- |
| 2014.  | —                  | Никола Ракићевић        |